# Walter DeLeon
Walter DeLeon (Oakland, 3 maggio 1884 – Los Angeles, 1º agosto 1947) è stato uno sceneggiatore statunitense.Ha scritto 69 film usciti tra il 1912 e il 1953, recitando anche in un film.

## Filmografia
- The Ghost Breaker, regia di Alfred E. Green (1922)
- The Little Giant, regia di William Nigh (1926)
- L'ultimo poker (Big Money), regia di Russell Mack (1930)
- Won by a Neck, regia di Roscoe Arbuckle - cortometraggio (1930)
- Meet the Wife, regia di Leslie Pearce (1931)
- The Phantom President, regia di Norman Taurog (1932)
- A Fool's Advice, regia di Ralph Ceder (1932)
- Tillie and Gus, regia di Francis Martin (1933)
- Il maggiordomo (Ruggles of Red Gap), regia di Leo McCarey (1935)
- Swing High, Swing Low, regia di Mitchell Leisen (1937)
- The Big Broadcast of 1938, regia di Mitchell Leisen (1938)
- La via dei giganti (Union Pacific), regia di Cecil B. DeMille (1939)
- La donna e lo spettro (The Ghost Breakers), regia di George Marshall (1940)
- Birth of the Blues, regia di Victor Schertzinger (1941)
- Il piccolo gigante (Little Giant), regia di William A. Seiter (1946)
- Se ci sei batti due colpi (The Time of Their Lives), regia di Charles Barton (1946)
- Morti di paura (Scared Stiff), regia di George Marshall (1953)